# Internationale Funkausstellung Berlin

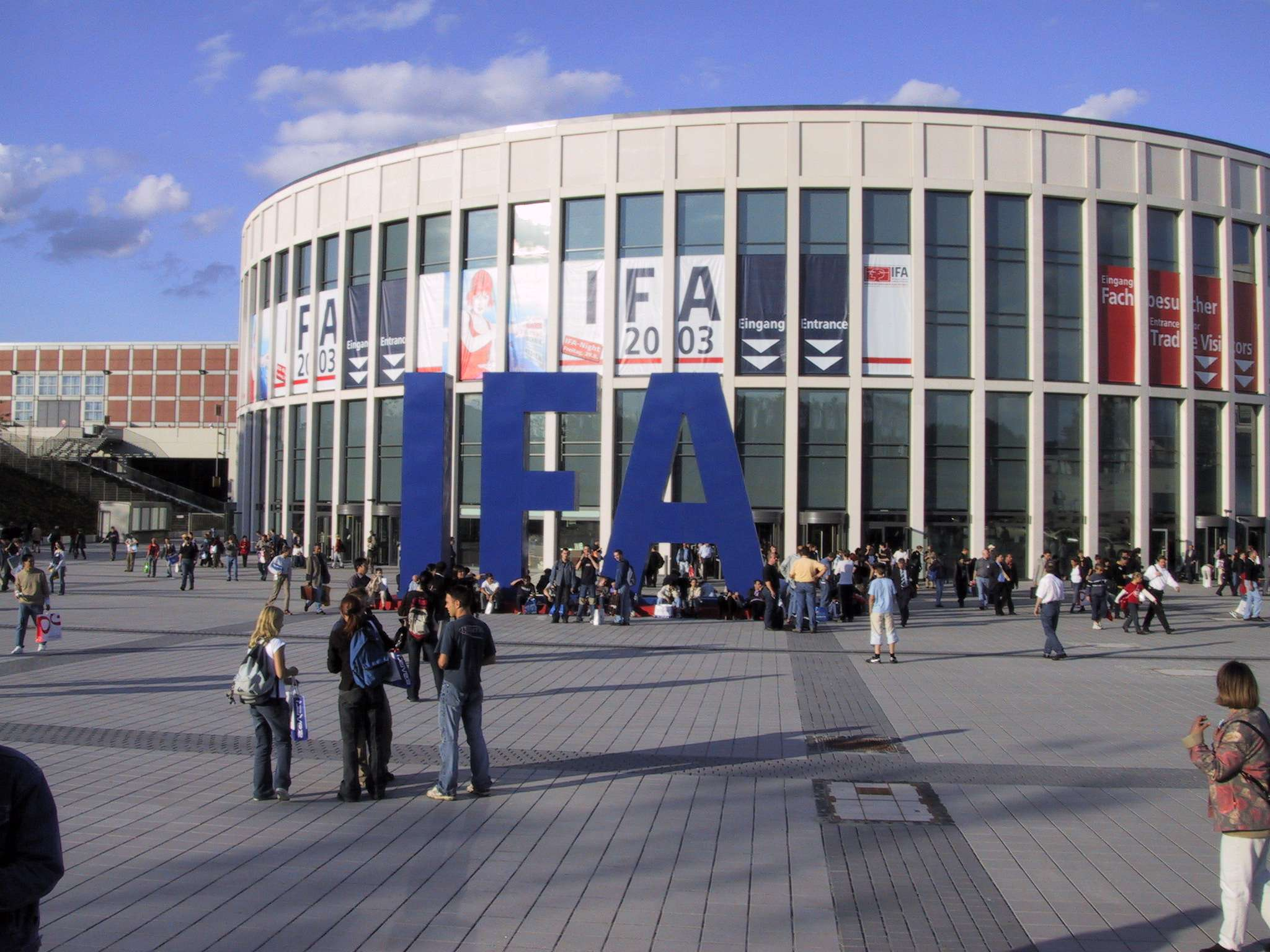
Ingang IFA

De IFA Berlin of Internationale Funkausstellung Berlin (Internationale radiotentoonstelling Berlijn) is een van de oudste industriële tentoonstellingen en consumenten-elektronicabeurs gehouden in de Messe Berlin in Berlijn in Duitsland. Tussen 1926 en 1939 was het een jaarlijks evenement, maar vanaf 1950 werd het georganiseerd om de twee jaar tot 2005. Sindsdien is het uitgegroeid tot een jaarlijks evenement. 
De IFA is de grootste beurs voor consumentenelektronica, met zo'n 273.800 bezoekers, meer dan 1.000 exposanten en 2,4 miljard euro aan geplaatste orders. In 2012 vond de beurs plaats van 31 augustus tot en met 5 september. 